# Йорданка Донкова
Йорданка Донкова (болг. Йорданка Донкова; нар. 28 вересня 1961, Софія, Болгарія) — болгарська легкоатлетка, що спеціалізується на бігу з бар'єрами, олімпійська чемпіонка 1988 року, бронзова призерка Олімпійських ігор 1992 року. Почесна громадянка Софії.

## Кар'єра
| Рік                  | Змагання                       | Місто                | Місце                | Дисципліна           | Примітки             |
| Представник Болгарія | Представник Болгарія           | Представник Болгарія | Представник Болгарія | Представник Болгарія | Представник Болгарія |
| -------------------- | ------------------------------ | -------------------- | -------------------- | -------------------- | -------------------- |
| 1979                 | Чемпіонат Єаропи серед юніорів | Бидгощ, Польща       | 8                    | 100 м з бар'єрами    | 13.97                |
| 1980                 | Олімпійські ігри               | Москва, СРСР         | 6 (півфінал)         | 100 м з бар'єрами    | 13.39                |
| 1982                 | Чемпіонат Європи в приміщенні  | Мілан, Італія        | 6 (півфінал)         | 60 метрів            | 7.53                 |
| 1982                 | Чемпіонат Європи в приміщенні  | Мілан, Італія        | 3                    | 60 м з бар'єрами     | 8.03                 |
| 1982                 | Чемпіонат Європи               | Афіни, Греція        | 2                    | 100 м з бар'єрами    | 12.54                |
| 1982                 | Чемпіонат Європи               | Афіни, Греція        | 4                    | 4 × 100 метрів       | 43.10                |
| 1984                 | Чемпіонат Європи в приміщенні  | Гетеборг, Швеція     | 3                    | 60 м з бар'єрами     | 8.09                 |
| 1986                 | Чемпіонат Європи в приміщенні  | Мадрид, Іспанія      | 6                    | 60 м з бар'єрами     | 8.09                 |
| 1986                 | Чемпіонат Європи               | Штутгарт, ФРН        | 1                    | 100 м з бар'єрами    | 12.38                |
| 1986                 | Чемпіонат Європи               | Штутгарт, ФРН        | 2                    | 4 × 100 метрів       | 42.68                |
| 1987                 | Чемпіонат Європи в приміщенні  | Льєвен, Франція      | 1                    | 60 м з бар'єрами     | 7.79                 |
| 1987                 | Чемпіонат світу в приміщенні   | Індіанаполіс, США    | 2                    | 60 м з бар'єрами     | 7.85                 |
| 1987                 | Чемпіонат світу                | Рим, Італія          | 4                    | 100 м з бар'єрами    | 12.49                |
| 1988                 | Олімпійські ігри               | Сеул, Південна Корея | 1                    | 100 м з бар'єрами    | 12.38                |
| 1988                 | Олімпійські ігри               | Сеул, Південна Корея | 5                    | 4 × 100 метрів       | 43.02                |
| 1989                 | Чемпіонат Європи в приміщенні  | Гаага, Нідерланди    | 1                    | 60 м з бар'єрами     | 7.87                 |
| 1992                 | Чемпіонат Європи в приміщенні  | Генуя, Італія        | 3                    | 60 м з бар'єрами     | 8.03                 |
| 1992                 | Олімпійські ігри               | Барселона, Іспанія   | 3                    | 100 м з бар'єрами    | 12.70                |
| 1994                 | Чемпіонат Європи в приміщенні  | Париж, Франція       | 1                    | 60 м з бар'єрами     | 7.85                 |
| 1994                 | Чемпіонат Європи               | Гельсінкі, Фінляндія | 3                    | 100 м з бар'єрами    | 12.93                |